# Аэропорт имени Мойсеса Бенсакена Ренхифо
Аэропорт имени Мойсеса Бенсакена Ренхифо (исп. Aeropuerto Moisés Benzaquen Rengifo) — аэропорт, расположенный в северной части Перу в городе Юримагуас. В километре от аэропорта протекает река Уальяга.

## Характеристики
В аэропорту располагается одноэтажное здание пассажирского терминала площадью 436 м².
Аэропорт способен принимать самолёты Fokker28 и другие классом ниже.
PCN взлётно-посадочной полосы 20/F/C/Y/U.
Летом 2017 года компания CORPAC пообещала инвестировать в развитие аэропорта 5 миллионов солей. Аэропорту необходима реконструкция — ремонт взлётно-посадочной полосы и канализационной системы, установка ограждения по периметру аэропорта.

## Авиакомпании и направления
В январе 2018 года ВВС Перу возобновили гражданские рейсы в Лиму.

## Статистика
|                  | 2015   | 2016   | 2017   | 2018   | 2019   |
| ---------------- | ------ | ------ | ------ | ------ | ------ |
| Пассажиропоток   | 28 157 | 20 002 | 17 943 | 19 556 | 17 780 |
| Грузопоток, тонн | 249,8  | 273,8  | 173,7  | 191,6  | 156    |
| Самолётовылеты   | 5703   | 4492   | 4410   | 5451   | 5738   |

## Инциденты
- 17 июля 2018 года у самолёта Cessna 206 (OB-1790) авиакомпании Saru при приземлении в аэропорту отказала тормозная система. Пилоту удалось избежать столкновения со зданиями — жертв не было.[8][9]